# Yehezkel Katzav
Yehezkel Katzav (Baghdad, 1º gennaio 1945 – Rishon LeZion, 10 giugno 2022) è stato un calciatore israeliano, di ruolo difensore.

## Carriera

### Club
Giocò per tutta la sua carriera nel club israeliano del Maccabi Giaffa.

### Nazionale
Fece quattro presenze nella nazionale di Israele nel 1964, anno in cui la nazionale vinse la Coppa d'Asia.